# Doodlez
Doodlez  — канадський анімаційний короткометражний серіал, створений студіями Cellar Door Productions та Trapeze Animation Studios, для телеканалу Teletoon у 2002 році, також транслювався Nickelodeon та BBC Kids.

## Сюжет
Серіал розповідає про Дуд - чоловічка який є намальованим на швидку руку малюнком (Шарж). Дуд потрапляє в різноманітні ситуації у стилі Скажена качка і виходить із них за допомогою Руки, безтілесної руки, яка використовує свій олівець , щоб малювати (іноді) корисні речі на екрані для Дуда. Крім Руки в серіалі появляєються різні персонажі :Бобер, Поліцейський, жіноча версія Дуда, Дуд 2 - злий двійник Дуда. У кінці мультфільму завжди десь з’являється слово «fin» (французьке означає «кінець»).

## Нагороди та номінації
| Рік  | Нагорода      | Категорія                  | Номінант   | Результат | Посилання. |
| ---- | ------------- | -------------------------- | ---------- | --------- | ---------- |
| 2003 | Gemini Awards | Найкраща анімація програма | Грета Роуз | Перемога  | [ 1 ]      |
| 2004 | Gemini Awards | Найкраща анімація програма | Грета Роуз | Перемога  | [ 1 ]      |